# ما رباح (العدين)

تعديل مصدري - تعديل

ما رباح محلة تابعة لقرية مروه السفلى، التابعة لعزلة بلاد المليكي بمديرية العدين إحدى مديريات محافظة إب في الجمهورية اليمنية.، بلغ تعداد سكانها 165 حسب تعداد اليمن لعام 2004.